# 1967年阿尔及利亚政变
1967年阿爾及利亞政變是1967年12月14日至16日發生在阿爾及利亞的一場未遂政變。此次政變中，阿爾及利亞國家人民軍參謀長塔哈爾·茲比里上校企圖推翻阿爾及利亞總統胡阿里·布邁丁，但最終兵敗。叛軍的坦克縱隊無力招架政府軍的空襲，使得政變很快就被鎮壓。

## 背景
1965年6月，胡阿里·布邁丁通過政变推翻艾哈邁德·本·貝拉，成立革命委員會，自任主席兼总理。1966年至1967年間，布邁丁與曾經的一些遊擊隊領導人以及國內的馬克思主義者之間的權力鬥爭日趨激烈。塔哈爾·茲比里上校參與了1965年推翻貝拉的政變，並因此晉升為參謀長，但數年以來他和布邁丁漸行漸遠。

## 經過
1967年12月14日晚，茲比里上校率領陸軍部隊和兩個坦克營從謝利夫向阿爾及爾進軍，一路上主要得到沙维亚人的支持。但茲比里的部隊在阿夫龍附近的一條河邊被憲兵部隊封鎖，接著便受到了政府軍的空襲。空襲迅速撲滅了政變，但同時也造成了大量平民傷亡。直到1970年代末，當地仍能看到政變殘留下的坦克殘骸。
12月15日，布邁丁總統罷免了茲比里上校，並在全國廣播中宣布：「不負責任的分子實施了明顯的不服從行為，他的冒險幾乎陷國家於危險之中。因此，我決定直接接管國家人民軍的指揮權。」12月16日，政府宣布最後一批叛軍士兵投降，並稱「被誤導的部隊」已經返回軍營。茲比里和其他叛軍指揮官則逃進了深山裡。

## 餘波
1967年的未遂政變並沒有給阿爾及利亞政府帶來重大挑戰。政變後，布邁丁堅持集體統治的原則，宣稱他對阿爾及利亞有“直接和無可爭議的”領導作用，並迅速採取行動消除自己政治對手的影響力，組成了一個長期政治穩定的政府。此外，他還解散了軍隊總參謀部，親自擔任許多參謀職責，從而大大鞏固了對阿爾及利亞軍隊的控制。不過，雖然布邁丁將國家人民軍的領導層排除在日常決策之外，但仍與軍隊指揮官保持密切關係，因為他需要軍官們的支持來維持統治。次年4月發生了一次針對布邁丁的暗殺，但並未成功。